# 조희연 (1956년)
조희연(曺喜昖, 1956년 10월 6일~)은 대한민국의 사회학자이자 제20·21·22대 서울특별시교육감이었다. 참여연대 초대 사무처장, 민주화를 위한 전국교수협의회의 상임의장, 성공회대학교 교수를 역임했다. 2024년 들어 전국교직원노동조합 출신 해직 교사 특혜 채용 등의 혐의로 검찰 조사를 계속해서 받았으며, 8월 29일 징역 2년, 집행유예 1년 6개월 등 유죄가 선고되며 교육감직을 상실하였다.

## 생애
1956년 전라북도 정읍에서 지방공무원으로 재직하였던 조일환(曺日煥)의 5남으로 태어났다. 그의 어린시절, 아버지 시대의 삶의 애환은 《뜻밖의 개인사》라는 책에서 찾아볼 수 있다.
전주풍남초등학교와 전주북중학교를 졸업한 후 1972년 서울 중앙고등학교에 입학하였고, 1975년에는 서울대학교 사회계열(사회학과)에 입학했다. 1978년 유신헌법 및 긴급조치 9호에 반대하는 유인물을 배포하고 독재에 반대하는 시위에 가담한 죄로 구속되어 징역 3년을 받았으며, 1979년 8월 15일 가석방으로 출소했고 이것은 2013년 3월 21일 헌법재판소가 긴급조치 9호가 위헌이라는 결정을 내렸고, 같은 해 7월 서울고등법원 형사6부는 조희연에 대한 재심에서 무죄를 선고했다.
1990년부터 성공회대학교 교수로 재직하면서 NGO대학원장, 시민사회복지대학원장, 일반대학원장, 기획처장, 교무처장, 민주자료관장, 민주주의연구소장 등을 역임했다. 1991년 5월부터는 《월간 사회평론》의 편집기획주간을 맡았다. 1995년부터 1996년까지 미국 USC(남가주대학교)에 초청되어 한국 관련 과목을 가르쳤다. 1994년 참여연대 창립을 당시 박원순 변호사 등과 함께 주도했으며, 사무처장, 집행위원장, 정책위원장 등을 역임했다. 2010년에는 중화민국의 국립교통대학교의 '사회조사 및 문화연구대학원'에 초청되어 1학기 동안 가르쳤으며, 2011년에는 일본 도쿄의 게이센 여학원 대학에서 1학기 동안 가르쳤다. 학술단체협의회 상임대표(2004-06년), 비판사회학회 회장(2006년)을 지냈다.
조희연은 진보 성향의 시민·교육단체로 구성된 ‘2014 좋은 서울교육감 시민추진위원회’가 추진한 단일화 경선(여론조사+시민투표)에서 2014년 5월 서울시교육감 선거 민주•진보 진영 단일 후보로 결정되어 2014년 6월 4일 지방선거 서울시교육감 후보가 되었다.
 여론조사 기간 동안에는 보수 성향의 고승덕, 문용린 후보에게 밀렸으나, 6월 4일 대한민국 제6회 지방 선거에서 39.08%의 득표율로 교육감에 당선되었다.
자신의 공직 선거법 위반 사건의 대법원 선고를 직접 방청한 뒤 가진 기자회견에서 조희연은 "공직 후보자들의 적격성 문제를 둘러싼 의혹 제기 토론이 민주주의 사회에서 폭넓게 유지돼야 한다는 전향적 판결"이라며 환영했다.

## 사회 활동
1978년, 서울대학교 사회학과 4학년에 재학 중이던 그는 ‘유신헌법과 긴급조치를 철폐하라’는 유인물을 배포하다가 긴급조치 9호 위반 혐의로 기소되어 징역 2년·자격정지 2년을 선고받아 옥살이를 했다.
그로부터 34년 후인 2013년 3월 21일, 헌법재판소는 긴급조치 9호가 위헌이라는 결정을 내렸고, 같은 해 7월, 서울고등법원 형사6부는 조희연에 대한 재심에서 무죄를 선고했다.
조희연은 억울한 옥살이에 대한 국가배상금을 ‘아시아 민주주의와 인권 기금(아시아 인권기금)’에 기부하기로 하였다.

## 화제

### 학부모 '조희연'에 대한 자아비판
조희연은 《진보 교육감 후보에게  ‘꼴찌를 해본 적 있느냐’고 물었더니...》라는 제목의 미디어오늘과의 인터뷰에서 조희연은 '사회학자로서는 대한민국의 교육 및 입시 제도에 대하여 비판하면서 학부모로서는 제도에 순응했던, 언행일치 하지 못한 자신을' 스스로 비판하였다.

아이가 외고에 합격했을 때 정말 기뻤다. 둘째는 엎드려 절하고 싶을 정도였다. 고교 3년 중 1년 반을 고시원에 있었다. 하지만 그렇게 대견하고 고마우면서도 도대체 ‘이게 뭔가’ 했다. 최고의 재능을 익혀야 할 시기에 어두운 고시원 골방에서 고교시절을 지내야 하는 이 왜곡된 구조가 뭔가? 21세기 정보화 시대에 이런 식의 경쟁이 맞는가? 그 고통을 경험삼아 이 왜곡된 경쟁 구조를 바꿔야겠다고 생각했다. 지금에 와서 부끄럽게 생각하는 것은 대안학교도 있고, 다른 방식으로 살 수는 없었는가 그런 의미 있는 조언들을 아이들에게 해 주지 못했다는 점이다.

조희연은 《내 자식도 외고 졸업... 행복하지 않아》라는 제목의 오마이뉴스와의 인터뷰에서 대한민국의 교육 시스템의 근본적인 문제점을 다음과 같이 지적했다.

외고도 입시특권고가 아니라 외국어 전문고등학교로, 원래 자기 목적대로 돌아가야 합니다. 언어를 기반으로 외교분야를 특화하는 쪽으로 가야 한다고 생각합니다. 그러니까 외고에 이과반을 편성해 운영하는 것은 제지해야 합니다. 좋은 삶이 무엇입니까. 입시전쟁에서 승자가 돼도 루저가 되는 게 한국적 현실입니다. 우리 자녀들이 입시전쟁을 하는 이유는 사회적 경쟁에서 루저가 되지 않기 위한 몸부림입니다. 제 자식도 외고를 졸업했습니다. 좋은 대학을 가고, 그렇게 친구들과 경쟁해서 승자가 됐다고 칩시다. 좋은 대학을 졸업해도 취직이 안 돼요. 비정규직을 전전합니다. 설사 좋은 대학을 졸업하고 대기업에 취직한 친구가 있다고 칩시다. 금세 사오정(45에 정년퇴직)이 됩니다.

조희연은 “지난 4년 간 자사고는 당초 취지와 달리 입시위주 교육, 고교 서열화를 심화시켰으며 부유층 학생, 성적우수 학생을 독점해 일반고등학교의 수준을 저하시키고 교육 불평등을 심화시켰다”고 비판하며 ‘자사고 지정을 전면 재검토할 것이며 기준에 미달되는 자사고나 희망하는 자사고에 대하여 일반고로 전환하겠다’는 자사고 출구전략을 통해 자사고나 특목고가 특권 학교가 되지 않도록 하기 위해 단계적으로 축소하는 정책을 2014년 서울시교육감 선거의 공약으로 내세웠다.

## 논란

### '통합진보당애국가 제창 거부' 관련 발언
2012년 5월 31일 국회도서관에서 열린 진보당 혁신 관련 토론회에 패널로 참석한 조희연 당시 성공회대 교수가 "애국가 부르는 문제도 양심의 자유라는 인권적 차원에서 진보정당이 꼭 수용할 필요는 없다." 며 "대중들이 볼 때는 급진적인 요소를 가지고 있지만 이게 오히려 민주통합당과 통합진보당의 차별점이 될 수 있다."라고 한 발언이 '통합진보당의 애국가 제창 거부'를 옹호한 것이라고 보도되어 논란이 있었다.

### '주사파정당' 관련 발언
대한민국 제6회 전국동시지방선거에서 서울특별시교육감 후보 문용린은 조희연 후보의 국가관에 대해 문제를 제기했다. 조희연이 과거 TV 토론에서 한 발언의 진의를 해명하라는 것이다.
2012년 조희연 당시 성공회대 교수는 KBS 심야토론의 '진보 위기인가' 편에 출연해 "(통합진보당이) 북한문제에 대해서 모호한 점도 있다고 하지만 종북 프레임은 과도하다고 생각합니다. (통합진보당) 당권파의 패권주의나 이런 것에 대해 굉장히 비판적인 입장이지만, 저는 한국의 민주주의는 오히려 불안하다고 생각하는 집단들이 정치세력으로, 정당으로 들어오는 게 한국민주주의나 한국 정치가 안정화 되는 것이다(라고 생각합니다). 사회주의 노동자 정당까지도 들어오는 것이 한국정치에 안정적이다, 주사파 정당 까지도 들어와도 있을 수 있다(라고 생각합니다). 급진적 민주주의 입장에서 어떤 정치집단도 물론 이제 뭐 어떤 파시스트 집단이나 도덕적으로 비난받는 집단이 아니라면 정치적 규범을 규정하지 않고 정당 내부에서 순치되고 갈등하고 쟁투하는 것이 우리들이 바라는 민주주의가 아니냐?"라고 발언하였고, 사회자와 패널들 사이에 국가보안법과 민주주의의 한계에 관해 논쟁을 하였는데, 조희연의 주장이 '주사파 정당 옹호'인지 '민주주의와 표현의 자유'를 의미한 것인지 논란이 되었다.

### 지연·학연 인사 논란
임기중 지연·학연 인사로 추정되는 사례가 연이어 발생하여 논란이 일었다. 2014년 8월 선정된 공보담당관, 비서실장, 정책보좌관 등 5명 중 조희연이 교수로 재직했던 성공회대와 조희연이 졸업한 연세대 출신이 4명이여서 논란이 일었다. 조희연의 선거운동을 했던 교사가 혁신미래교육추진단 파견교사로 뽑혀 논란이 있었고 2014년 12월 조희연과 같은 전주북중 출신인 이명춘 변호사가 감사관으로 내정되었다. 이명춘은 자사고 지정 취소 관련 법률 자문에 5명의 변호사 중 유일히 단서 조항이 없이 재평가에 의한 지정취소가 가능하다고 자문을 하여 보은 인사 논란이 일었던 전력이 있다. 2015년 1월 서울교육청 일반직 노조는 지방공무원 인사에 대하여 인사모니터링을 실시한 결과 대표적인 민원 중 하나가 지역 편중인사라고 밝혔다. 노조에 따르면 11개 교육지원청 인사에서 평생학습관과 도서관 행정지원과장직은 12명 중 9명이, 특성화고 행정실장에는 8명 중 5명이, 본청에 발령된 5급 여성 사무관 전원이 호남 출신 인사들로 채워졌다. 이후 서울교육청은 “교육지원청 행정지원국장 5명은 본청 4급 공무원을 거쳐 임용됐으며, 이들 5명 중 3명은 해당 지역 출신이 아니다”라며 “평생학습관과 도서관 행정지원과장은 본청 팀장과 교육지원청 행정지원과장·재정복지지원 과장을보직관리 차원에서 수평 이동시킨 것”이라고 해명했다. 하지만 이는 행정지원국·과장 각각 11명 중 5명이 특정 지역 출신이라는 노조의 주장은 반박하지 못했다는 지적이 있다. 노조는 “통계로도 명확하게 나타나는 사실을 손으로 하늘을 가린다고 덮어질 사안이 아니다”라고 비판했다.

## 범죄 전력
- 상대 후보인 고승덕가 미국 영주권자라고 하여 공직선거법 허위사실공표죄로 기소되어 국민참여재판에서 벌금 500만원으로 당선 무효형이 선고되었으나 이후 항소심에서 "공직 적격을 검증하려는 의도였으며 악의적인 흑색선전이 아니어서 비난 가능성이 낮다"며 1심을 깨고 벌금 250만원의 선고유예 판결을 하자 검찰은 "재판부가 선거에 영향을 미친 증거들을 배척해 채증법칙을 위반하였다"면서 일부 무죄로 판단한 부분을 상고이유로 상고했으나 대법원에서 "선고유예는 상고이유로 할 수 없다"며 상고를 기각해 확정되었다.[17]
- 해직된 전교조 조합원에 대한 특혜 채용으로 기소된 직권남용 권리행사방해죄 재판에서 "배제된 사람을 화합하기 위해 재량권 범위 내에서 공정하게 채용했다"고 했다[18]

## 저서
- 한국사회 구성체논쟁 1 (1989), 2 (1990), 3 (1997) - (죽산) (1989) 박현채, 조희연 공저
- 현대 한국 사회운동과 조직 (한울총서 99) - 한울(한울아카데미) (1993)
- 한국사회론 (현대한국사회의 구조와 역사적 변동) - 한울(한울아카데미) (1994)
- 한국의 민주주의와 사회운동 (당대총서 9) - 당대 (1998)
- 한국의 국가 민주주의 정치변동 (당대총서 10) - 당대 (1998)
- 한국민주주의와 지방자치 (98년6.4지방선거분석) - 문원출판 (1998) 조희연, 정기영 외 1명 공저
- NGO 가이드 - 한겨레신문사 (2001) 김호기, 조희연 공저
- 국가폭력 민주주의 투쟁 그리고 희생 - 함께읽는책 (2002)
- 계급과 빈곤 - 한울(한울아카데미) (2003)
- 한국의 정치사회적 지배담론과 민주주의 동학 - 함께읽는책 (2003)
- 비정상성에 대한 저항에서 정상성에 대한 저항으로 - 아르케 (2004)
- 한국의 정치사회적 저항담론과 민주주의 동학 - 함께읽는책 (2004)
- 박정희와 개발독재시대 (5.16에서 10.26까지) - 역사비평사 (2007)
- 동아시아와 한국 (민주화와 민주주의의 위기를 넘어) - 민주화운동기념사업회 (2007)
- 뜻밖의 개인사 (한 아버지의 삶) - 새만화책 (2008)
- 한국 민주화와 사회경제적 불평등의 동학 - 한울(한울아카데미) (2009)
- 내인생 한권의 책 (경향신문 연재 책 읽는 경향에서 명사들이 발견한 300개의 길) - 경향신문사 (2010)
- 동원된 근대화 (박정희 개발동원체제의 정치사회적 이중성) - 후마니타스 (2010)
- 거대한 운동에서 차이의 운동들로 (한국 민주화와 분화하는 사회운동들) - 한울(한울아카데미) (2010) 김동춘(교수), 조희연(교육감) 외 8명 공저
- 아시아 정치변동과 사회운동의 변화 - 한울(한울아카데미) (2010)
- 민주주의 좌파 철수와 원순을 논하다 (포스트민주화 시대의 정치혁신과 희망의 대안) - 한울아카데미 (2012)
- 병든 사회, 아픈교육 (대증요법에서 구조전환으로) - 한울(한울아카데미) (2014)
- 민주주의의 질과 민주주의의 질과 아시아 민주주의 지표 - 한울(한울아카데미) (2014) 조희연, 서영표, 최경희, 이승원 외 공저

## 역대 선거 결과
|  | 39.08% |

|  | 46.58% |

|  | 38.10% |